# Soraya Bahgat
Soraya Bahgat är en finländsk-egyptisk social entreprenör kvinnorättsaktivist.
2012 grundade hon Tahrir Bodyguard, en rörelse med uniformerade frivilliga som skulle skydda kvinnor mot sexuella övergrepp på Tahrirtorget.

## Barndom
Bahgat föddes i Finland av egyptiska föräldrar. Hennes familj flyttade till Egypten när hon var sju år gammal. 

## Tahrir Bodyguard
När Soraya Bahgat var på väg till Tahrirtorget för att gå med i massprotesterna där, blev hon chockad av pågående sexuella övergrepp mot kvinnor. Då bestämde hon sig för att starta Tahrir Bodyguard till skydd för kvinnorna. Hon förstod vilken kraft det fanns i Twitter, och hon startade ett konto där och började tweeta säkerhetstips och värva volontärer. I en intervju med The Atlantic uppgav hon att hon var överväldigad av kontots stora räckvidd, med över 600 följare under de första två timmarna.
Bahgat rekryterade en kärntrupp av betrodda individer för att hjälpa henne att bygga rörelsen och rekrytera volontärer. Hon började med att köpa 200 uniformer som bestod av hjälmar och neonvästar, och snart lyckades gruppen rekrytera de frivilliga som behövdes. Volontärernas uniformer bestod av bygghjälmar och neonvästar och var avsedda att skydda volontärerna och göra dem lätt synliga på natten.
Tahir Bodyguard fungerade på två sätt. För det första patrullerade gruppen förebyggande på Tahrirtorget och dess omgivningar för att skydda kvinnorna och identifiera områden där övergrepp kunde inträffa. För det andra engagerade gruppen sig för att befria kvinnor som blivit utsatta för övergrepp och ta dem till ambulanser som var stationerade utanför torget.
Under tider då det inte fanns någon aktivitet på Tahrirtorget erbjöd gruppen gratis självförsvarskurser för kvinnor.

## Offentliga framträdanden
Tillsammans med sina Tahrir Bodyguard-kollegor deltog Bahgat i en France 24-dokumentär gjord av den franska journalisten Sonia Dridi med titeln "Sexuella trakasserier, en egyptisk sjukdom". Dokumentären, som innehöll intervjuer med Mona Eltahawy och andra egyptiska aktivister, följde noggrant Tahrirs Bodyguard-team under deras förberedelser och när de patrullerade i närheten av Tahrirtorget. I mars 2013 dök Bahgat upp tillsammans med Harassmaps Ebaa El-Tamami i ett speciellt avsnitt av den mycket populära showen Al Bernameg vars värd var Bassem Youssef. Avsnittet var helt ägnat att tackla frågan om sexuella trakasserier mot kvinnor i Egypten och utnyttjade humor och satir för att skingra många av missuppfattningarna om ämnet, särskilt de som lägger skulden på kvinnor. I maj 2013 höll Bahgat ett tal om kvinnor i Egypten vid Oslo Freedom Forum med titeln "En kvinnas röst är en revolution." som syftade på den egyptiska revolutionen 2011 och fördömde de attacker och trakasserier som kvinnor har utsatts för sedan dess. Hon betonade också massförekomsten av sexuella övergrepp på Tahrirtorget och de olika ansträngningarna från civila för att bekämpa dessa övergrepp. "Vi slåss, vi är inte rädda", sade hon. "När de försökte tysta egyptiska kvinnor blev vi ännu mer trotsiga." Efter sitt tal deltog hon i en paneldiskussion med titeln "kvinnor under hot" med deltagande även av den libanesiska journalisten Jenan Moussa, den brittiska journalisten och advokaten Afua Hirsch och grundaren och biträdande verkställande direktören för Panzi Foundation USA Lee Ann De Reus. Panelen diskussion modererades av BBC:s TV Newsreader och journalisten Philippa Thomas.

## Utbildning
Soraya Bahgat har en examen i juridik från American University in Cairo.